# Epitonium unifasciatum
Epitonium unifasciatum är en snäckart som först beskrevs av G. B. Sowerby II 1844.  Epitonium unifasciatum ingår i släktet Epitonium och familjen vindeltrappsnäckor. Inga underarter finns listade i Catalogue of Life.